# Marcelinho Carioca
Marcelinho Carioca, brazilski nogometaš, * 31. december 1971, Rio de Janeiro, Brazilija.
Za brazilsko reprezentanco je odigral štiri uradne tekme in dosegel dva gola.